# Elisabeth von Hanau (Katzenelnbogen)
Elisabeth von Hanau (* zwischen 1335 und 1340; † nach dem 2. Oktober 1396) war durch Ehe Gräfin von Katzenelnbogen.
Sie war eine Tochter Ulrichs III. von Hanau (* ca. 1310; † 1369/70) und der Gräfin Adelheid von Nassau († 8. August 1344), Tochter des Grafen Gerlach I. von Nassau. Das Geburtsjahr von Elisabeth ist unbekannt und kann aufgrund ihres Hochzeitsdatums nur geschätzt werden.
Elisabeth war mit Graf Wilhelm II. von Katzenelnbogen († vor dem 23. Oktober 1385) verheiratet. Die Verlobung fand am 22. Juni 1355, die Hochzeit kurz danach statt. Die Morgengabe des Bräutigams betrug 4000 Frankfurter Gulden, eine Schuld, die er nicht in bar beglich, sondern indem er ihr Stadt und Burg Zwingenberg an der Bergstraße als Pfand und deren Einkünfte als Einkommen an Statt der Zinsen überschrieb. Ihr Vater dagegen verschrieb dem Grafen Wilhelm II. anlässlich der Hochzeit als Mitgift für seine Tochter seinen Teil an der Burg Tannenberg (ein Sechstel) belastungsfrei. Ferner erhielt Wilhelm II. 4.000 Pfund Heller oder 400 Pfund Gülte auf das halbe Hanauer Dorf Schaafheim. Die Ehe von Elisabeth und Wilhelm blieb kinderlos.

## Vorfahren
| Ahnentafel der Elisabeth von Hanau | Ahnentafel der Elisabeth von Hanau                                                                    | Ahnentafel der Elisabeth von Hanau                                                                           | Ahnentafel der Elisabeth von Hanau                                                   | Ahnentafel der Elisabeth von Hanau                                                                           | Ahnentafel der Elisabeth von Hanau | Ahnentafel der Elisabeth von Hanau |
| ---------------------------------- | --- | --- | ------------------------------------------------------------------------------------ | --- | ---------------------------------- | ---------------------------------- |
| Urgroßeltern                       | Ulrich I. von Hanau (* 1250/60; † 1305/06) ⚭ Elisabeth von Rieneck-Rotenfels (* ca. 1260; † ca. 1300) | Kraft I. von Hohenlohe-Weikersheim (nachgewiesen 1260–1312) 2. ⚭ vmtl. Margarethe von Truhendingen-Dillingen | König Adolf von Nassau (* 1255; † 1298) ⚭ Imagina von Isenburg-Limburg († nach 1313) | Landgraf Heinrich d. J. von Hessen (* ca. 1264; † ca. 1298) ⚭ Agnes von Bayern (* ca. 1276/1277; † ca. 1340) |                                    |                                    |
| Großeltern                         | Ulrich II. von Hanau (* 1280; † 1346) ⚭ Agnes von Hohenlohe-Weikersheim (* vor 1295; † 1342/44)       | Ulrich II. von Hanau (* 1280; † 1346) ⚭ Agnes von Hohenlohe-Weikersheim (* vor 1295; † 1342/44)              | Gerlach I. von Nassau (nachgewiesen 1288–1361) ⚭ Agnes von Hessen († 1322)           | Gerlach I. von Nassau (nachgewiesen 1288–1361) ⚭ Agnes von Hessen († 1322)                                   |                                    |                                    |
| Eltern                             | Ulrich III. von Hanau (* um 1310; † 1369/70) ⚭ Adelheid von Nassau († 1344)                           | Ulrich III. von Hanau (* um 1310; † 1369/70) ⚭ Adelheid von Nassau († 1344)                                  | Ulrich III. von Hanau (* um 1310; † 1369/70) ⚭ Adelheid von Nassau († 1344)          | Ulrich III. von Hanau (* um 1310; † 1369/70) ⚭ Adelheid von Nassau († 1344)                                  |                                    |                                    |
| Elisabeth von Hanau                | | |                                                                                      | |                                    |                                    |

## Verweise
1. ↑  
Karl E. Demandt, Albrecht Eckhardt: Urkunden der Grafschaft Katzenelnbogen (Obergrafschaft) (= Repertorien Hessisches Staatsarchiv Darmstadt) Bestand B 3; Teil 1 (PDF; 1,73 MB). In: Archivinformationssystem Hessen (Arcinsys Hessen), Stand: August 2006, abgerufen am 20. September 2016.

| Personendaten    | Personendaten             |
| ---------------- | ------------------------- |
| NAME             | Hanau, Elisabeth von      |
| KURZBESCHREIBUNG | Gräfin von Katzenelnbogen |
| GEBURTSDATUM     | zwischen 1335 und 1340    |
| STERBEDATUM      | nach 2. Oktober 1396      |